# Hyalinetta circumflexaria
Hyalinetta circumflexaria là một loài bướm đêm trong họ Geometridae.